# Euploea pinaria
Euploea pinaria är en fjärilsart som beskrevs av Hans Fruhstorfer 1910. Euploea pinaria ingår i släktet Euploea och familjen praktfjärilar. Inga underarter finns listade i Catalogue of Life.